# Arroyo Sarandí Chico (Treinta y Tres)
El arroyo Sarandí Chico es un curso de agua de Uruguay que atraviesa el departamento de Treinta y Tres, pertenece a la cuenca hidrográfica de la laguna Merín.
Nace en la cuchilla de Dionisio y desemboca en el Arroyo Sarandí Grande.